# Bürgermeisterei Altenahr
Die Bürgermeisterei Altenahr war eine von ursprünglich sieben preußischen Bürgermeistereien, in welche sich der 1816 neu gebildete Kreis Ahrweiler im Regierungsbezirk Koblenz verwaltungsmäßig gliederte. Von 1822 an war der Regierungsbezirk Koblenz und damit die Bürgermeisterei Altenahr Teil der Rheinprovinz. Der Verwaltung der Bürgermeisterei Altenahr unterstanden sieben Gemeinden. Der Verwaltungssitz war im namensgebenden Flecken Altenahr. Heute liegt das Verwaltungsgebiet im Landkreis Ahrweiler in Rheinland-Pfalz.
Ende 1927 wurde die Bürgermeisterei Altenahr in Amt Altenahr umbenannt, es bestand bis 1968.

## Gemeinden und zugehörende Ortschaften
Zur Bürgermeisterei Altenahr gehörten sieben Gemeinden (in Klammern damalige Schreibweise; Ortschaften Stand 1888):
| Gemeinde              | zugehörende Ortschaften                                                                                         | EW 1816 | EW 1885 | Bemerkungen |
| --------------------- | --- | ------- | ------- | --- |
| Altenahr              | Altenburg, Reimerzhoven, Burtscheid                                                                             | 567     | 874     | |
| Berg                  | Freisheim, Häselingen (Hesseling), Ober- und Unterkrälingen (Krehlingen), Vellen, Vischel, Weißerath, Springhof | 530     | 616     | in den Gemeindeverzeichnissen von 1816, 1817 und 1843 waren auch die später zur Gemeinde Kirchsahr gehörenden Orte der Gemeinde Berg zugeordnet. |
| Dernau                | Steinbergsmühle                                                                                                 | 728     | 1.009   | |
| Kirchsahr             | Binzenbach, Burgsahr, Hürnig, Winnen                                                                            | 134     | 182     | Orte waren in den Gemeindeverzeichnissen von 1816, 1817 und 1843 der Gemeinde Berg zugeordnet                                                    |
| Kreuzberg (Creuzberg) | Bachmühle | 370     | 419     | heute Ortsteil von Altenahr |
| Mayschoß              | Laach | 718     | 942     | Laach wurde in den Gemeindeverzeichnissen von 1816, 1817 und 1843 als eigenständige Gemeinde aufgeführt                                          |
| Rech                  | | 316     | 501     | |

## Geschichte
Das Verwaltungsgebiet und die zugehörenden Ortschaften der Bürgermeisterei Altenahr gehörten bis zur Inbesitznahme des Linken Rheinufers durch Frankreich überwiegend zum Kurfürstentum Köln und dessen Unterherrschaften und zu einem kleineren Teil zur reichsunmittelbaren Herrschaft Saffenburg. Unter der französischen Verwaltung gehörte das Gebiet im Jahr 1798 zunächst zum Kanton Altenahr und wechselte im Dezember 1798 zum Kanton Ahrweiler, der dem Arrondissement Bonn im Rhein-Mosel-Departement zugeordnet war. Die Mairies als Vorläufer der späteren preußischen Bürgermeistereien wurden im Jahr 1800 eingeführt.

### Vorherige Zugehörigkeiten
Die nachfolgende Tabelle ermöglicht einen Überblick über die vorherigen Zugehörigkeiten der Gemeinden der Bürgermeisterei Altenahr:
| Gemeinde  | Territorium vor 1792  | Kanton und Mairie vor 1815 | Pfarrei vor 1802 |
| --------- | --------------------- | -------------------------- | ---------------- |
| Altenahr  | Kurköln, Amt Altenahr | Ahrweiler, Mayschoß        | Altenahr         |
| Berg      | Herrschaft Vischel    | Ahrweiler, Brück           | Vischel          |
| Burgsahr  | Herrschaft Burgsahr   | Ahrweiler, Brück           | Kirchsahr        |
| Freisheim | Herrschaft Burgsahr   | Ahrweiler, Brück           | Vischel          |
| Dernau    | Herrschaft Saffenburg | Ahrweiler, Mayschoß        | Dernau           |
| Kirchsahr | Herrschaft Kirchsahr  | Ahrweiler, Brück           | Kirchsahr        |
| Kreuzberg | Kurköln, Amt Altenahr | Ahrweiler, Brück           | Altenahr         |
| Mayschoß  | Herrschaft Saffenburg | Ahrweiler, Mayschoß        | Mayschoß         |
| Rech      | Herrschaft Saffenburg | Ahrweiler, Mayschoß        | Dernau           |

Anmerkungen:
1. 1 2 3 4   Die Herrschaften Burgsahr, Kirchsahr und Vischel waren Unterherrschaften des Kurfürstentums Köln und dem Amt Altenahr unterstellt.
2. ↑   Die Herrschaft Saffenburg war eine reichsunmittelbare Herrschaft.

Alle Pfarreien gehörten vor 1802 zum Dekanat Ahrgau im Erzbistum Köln.

### Bürgermeisterei Altenahr
Aufgrund der auf dem Wiener Kongress getroffenen Vereinbarungen wurde 1815 das vormalige Rhein-Mosel-Departement dem Königreich Preußen zugeordnet. Unter der preußischen Verwaltung wurden 1816 Kreise und Regierungsbezirke neu gebildet. Die 1818 aus Teilen der vorherigen Mairies (1814 umbenannt in Bürgermeistereien) Brück und Mayschoß entstandene Bürgermeisterei Altenahr war dem Kreis Ahrweiler und dem Regierungsbezirk Koblenz (damals „Regierungsbezirk Coblenz“) in der Provinz Großherzogtum Niederrhein (1822 Rheinprovinz) zugeordnet.
Die heute zur Ortsgemeinde Kirchsahr gehörenden Orte waren bis Mitte des 19. Jahrhunderts Teil der Gemeinde Berg.

### Amt Altenahr
Auf der Grundlage des preußischen „Gesetzes über die Regelung verschiedener Punkte des Gemeindeverfassungsrechts“ vom 27. Dezember 1927 wurden alle Landbürgermeistereien in Ämter umbenannt.
Im Jahr 1932 kam aufgrund der Auflösung des Kreises Adenau das Amt Brück zum Kreis Ahrweiler. Im Zuge einer kommunalen Neuordnung wurden 1936 die Ämter Altenahr und Brück aufgelöst und zu einem neuen Amt Altenahr mit Sitz in Altenahr vereinigt.
Das so entstandene Amt Altenahr umfasste 18 Gemeinden:
| - Altenahr - Berg - Brück - Denn - Dernau - Hönningen | - Kesseling - Kirchsahr - Kreuzberg - Liers - Lind - Mayschoß | - Obliers - Plittersdorf - Pützfeld - Rech - Staffel - Weidenbach |

Das Amt bestand bis 1968 und ging in der Verbandsgemeinde Altenahr auf.

## Statistiken
Nach der „Topographisch-Statistischen Beschreibung der Königlich Preußischen Rheinprovinz“ aus dem Jahr 1830 gehörten zur Bürgermeisterei Altenahr ein Flecken, sechs Dörfer, dreizehn Weiler, ein Hof und ein Schloss. Im Jahr 1816 wurden in den zugehörenden Gemeinden insgesamt 3.319 Einwohner gezählt, 1828 waren es 3.545 Einwohner darunter 1.707 männliche und 1.838 weibliche; 4.496 Einwohner gehörten dem katholischen, 2 dem evangelischen und 47 dem jüdischen Glauben an.
Weitere Details entstammen dem „Gemeindelexikon für das Königreich Preußen“ aus dem Jahr 1888, das auf den Ergebnissen der Volkszählung vom 1. Dezember 1885 basiert. Im Verwaltungsgebiet der Bürgermeisterei Altenahr lebten insgesamt 4.543 Einwohner in 907 Haushalten; 2.406 der Einwohner waren männlich und 2.137 weiblich. Bezüglich der Religionszugehörigkeit waren 4.433 katholisch und 89 evangelisch; 21 Juden waren in Dernau ansässig.
1885 betrug die Gesamtfläche der sieben zugehörenden Gemeinden 5.598 Hektar, davon waren 920 Hektar Ackerland, 268 Hektar Wiesen und 2.889 Hektar Wald.